# Claude Carrara
Claude Carrara (Fréjus, 28 aprile 1947) è un ex calciatore francese che giocò per la nazionale tahitiana, di ruolo attaccante.

## Carriera

### Club
Formatosi nel Tolone, esordì in prima squadra con il club nella Division 2 1965-1966, ottenendo il quinto posto finale. La stagione seguente la terminò al settimo posto a cui seguì un quinto nella Division 2 1967-1968, identico risultato della sua ultima stagione, la 1968-1969, con i gialloblu.
Nella stagione 1969-1970 passa all'Étoile sportive La Ciotat, in terza serie, con cui ottenne la promozione in cadetteria.
Tra il 1970 ed il 1974 si trasferì nella Polinesia francese, ove giocò nel campionato locale.
Nel 1974 torna a giocare nella cadetteria francese con il Mantes, retrocedendo al termine della stagione in terza serie.
Nella stagione 1980-1981 milita nel Poissy, in terza serie, ottenendo il sesto posto finale del gruppo nord.
Carrara chiude la carriera nel Marly-le-Roy.

### Nazionale
Durante il suo soggiorno nella Polinesia francese si unì alla nazionale tahitiana, partecipando alla Coppa delle nazioni oceaniane 1973 ed ottenendo il secondo posto finale.